# ورزشگاه اسپورتس ایلاستریتد
ورزشگاه ردبول آرینا (به انگلیسی: Red Bull Arena) یک ورزشگاه فوتبال در نیوجرسی (حوالی شهر نیویورک) در ایالات متحده آمریکا است.
این ورزشگاه ۲۵۰۰۰ نفری خانه برگزاری بازیهای تیم باشگاه فوتبال نیویورک رد بولز است.